# Уайли, Самира
Сами́ра Уа́йли (англ. Samira Wiley; род. 1987) — американская актриса, наиболее известная благодаря своей роли Пуссе Вашингтон в сериале Netflix «Оранжевый — хит сезона».

## Биография
Уайли родилась в Вашингтоне (округ Колумбия) и в 2010 году окончила Джульярдскую школу, после чего начала свою карьеру на театральной сцене. Параллельно с этим она дебютировала на экране и сыграла небольшие роли в сериалах «Помнить всё» и «В поле зрения», а на большом экране появилась в фильмах «Нянь» и «Быть Флинном». С 2013 по 2016 год она играла роль Пуссе Вашингтон в сериале Netflix «Оранжевый — хит сезона». Уайли была повышена до основного состава в третьем сезоне, после двух в периодическом статусе. В четвёртом сезоне её героиня погибла.
В 2016 году озвучила главную героиню Мишон в мини-эпизодической игре The Walking Dead: Michonne.
С 2017 года Самира исполняет роль Мойры, подруги главной героини, в сериале «Рассказ служанки». В январе 2021 года в российский прокат выйдет комедия Тейта Тейлора «Дать дуба в округе Юба» при участии актрисы. В фильме также сыграли Эллисон Дженни и Мила Кунис.

## Личная жизнь
С 25 марта 2017 года Уайли состоит в браке со сценаристкой Лорен Морелли. 11 апреля 2021 года у пары родилась дочь Джордж Элизабет.
Её племянник, Асанте Блэкк, также стал актёром.

## Фильмография
| Год     | Название на русском                 | Название на английском            | Роль             | Примечания                   |
| ------- | ----------------------------------- | --------------------------------- | ---------------- | ---------------------------- |
| 2011    | Помнить всё                         | Unforgettable                     | Джина            | Эпизоды: «Pilot» и «Heroes»  |
| 2011    | Нянь                                | The Sitter                        | Тина             |                              |
| 2012    | Быть Флинном                        | Being Flynn                       | Эша              |                              |
| 2012    | В поле зрения                       | Person of Interest                | Медсестра        | Эпизод: «Many Happy Returns» |
| 2012    | Юнкер и Фиса                        | Unker & Physia                    | Реджи            | Короткометражный фильм       |
| 2013-16 | Оранжевый — хит сезона              | Orange Is the New Black           | Пуссе Вашингтон  | Регулярная роль, 50 эпизодов |
| 2014    | Гангста Love                        | Rob the Mob                       | Агент Энни Белл  |                              |
| 2015    | Закон и порядок: Специальный корпус | Law & Order: Special Victims Unit | Мишель Томпсон   | Эпизод: «Perverted Justice»  |
| 2016    | Ты — воплощение порока              | You’re the Worst                  | Джастина Джордан | Второстепенная роль          |
| 2016    | Нерв                                | NERVE                             | Азхар            |                              |
| 2017    | Рассказ служанки                    | The Handmaid’s Tale               | Мойра            | Второстепенная роль          |
| 2017    | Детройт                             | Detroit                           | Ванесса          |                              |
| 2021    | Дать дуба в округе Юба              | Breaking News in Yuba County      | Джонель          |                              |